# Drood (roman)
Cet article concerne le roman de Dan Simmons. Pour le roman de Charles Dickens, voir Le Mystère d'Edwin Drood. Pour la comédie musicale qui en est inspirée, voir Drood.
Drood (titre original : Drood) est un roman de l'écrivain américain Dan Simmons publié en 2009. 

## Thème du roman et publication
Le roman revient sur les cinq dernières années de la vie de l'écrivain britannique Charles Dickens, racontées par son ami Wilkie Collins, lui-même écrivain britannique. Le titre est inspiré du roman que Dickens n'a pas eu le temps de terminer avant sa mort, Le Mystère d'Edwin Drood. Dan Simmons combine réalité historique (certains faits connus de la vie de Charles Dickens et de Wilkie Collins), et fantastique, comblant les zones d'ombre des cinq dernières années de la vie de Dickens.
Le roman a fait l'objet d'une traduction française effectuée par Odile Demange et parue en août 2011 aux éditions Robert Laffont.

## Résumé
Le 9 juin 1865, le célèbre écrivain britannique Charles Dickens frôle la mort lors d'un accident ferroviaire dans lequel la locomotive et plusieurs wagons du train le ramenant à Londres tombèrent d'un viaduc, causant de nombreux morts et blessés. L'écrivain a le bonheur de se trouver dans le premier des wagons qui ne tombe pas mais a le malheur de rencontrer, pendant qu'il portait secours aux blessés, un homme nommé Drood. Persuadé qu'il a rencontré un assassin, l'écrivain est pris d'une fascination morbide et va n'avoir de cesse d'essayer de le retrouver. Entraînant son collègue romancier Wilkie Collins dans ses recherches, ils vont parcourir ensemble les chemins souterrains parsemant le sous-sol de Londres, y découvrant l'équivalent d'une ville. La rencontre de Charles Dickens et de Drood sera déterminante pour les cinq dernières années de la vie de l'écrivain et lui inspirera son dernier roman resté inachevé, Le Mystère d'Edwin Drood.

## Distinctions
Drood a été nommé au prix Locus du meilleur roman de fantasy 2010, terminant à la troisième place.

## Éditions
- Drood, Little, Brown and Company, 9 février 2009, 775 p.  (ISBN 978-0-316-00702-3)
- Drood, Robert Laffont, 25 août 2011, trad. Odile Demange, 876 p.  (ISBN 978-2-221-11400-1)
- Drood, Pocket no 15226, 6 décembre 2012, trad. Odile Demange, 1 213 p.  (ISBN 978-2-266-22935-7)